# Bimini
Bimini o islas Bimini (/ˈbɪmɪniː/) es el distrito más occidental de las Bahamas, constituido de una cadena de islas situadas a unas 53 millas (81 km) al este de Miami. Bimini es el punto más cercano en las Bahamas a Estados Unidos y se encuentra aproximadamente 137 millas (209 km) al noroeste de Nassau.
Las islas más grandes son Bimini del Norte y Bimini del Sur. El Distrito de Bimini también incluye el Placer de los Roques o Cayo Sal (Cay Sal Bank), más de 62 millas (100 km) más al sur, que geográficamente no forma parte de las Islas Bimini. Bimini del Norte es de siete millas (11 km) de largo y 700 pies (210 m) de ancho. Su principal localidad es la ciudad de Alice Town, una colección de tiendas, restaurantes y bares en torno a un único camino conocido como «La Carretera del Rey» (The King's Highway).
Bimini Sur alberga una pista de aterrizaje, llamada aeropuerto de Bimini Sur, y ofrece una tranquila alternativa al bullicio de Bimini del Norte. Hay una pequeña comunidad de casas en Bimini del Sur conocida como Puerto Real (Port Royale). Durante muchos años, Bimini Sur solo recibía turistas navegantes, porque había pocos alojamientos distintos a los de los hogares.
El océano que rodea las islas es considerado como una de los más importantes del mundo para la práctica de la pesca. Debido a que Bimini está cerca de Miami, Florida, muchos pescadores de Estados Unidos van a la isla en barco para pescar, disfrutar de la vida nocturna local, por el buceo y snorkel que también son actividades populares, o debido a que hay muchos restos de naufragios en la zona, como el del SS Sapona, que encalló en 1926 durante un huracán. La parte superior de la nave está expuesta al aire, mientras que la mitad inferior se halla sumergida. Algunas partes de los restos del naufragio fueron despojados a través de los años y otros restos de la madera se han utilizado para la construcción de bares o locales.